# Haniwa

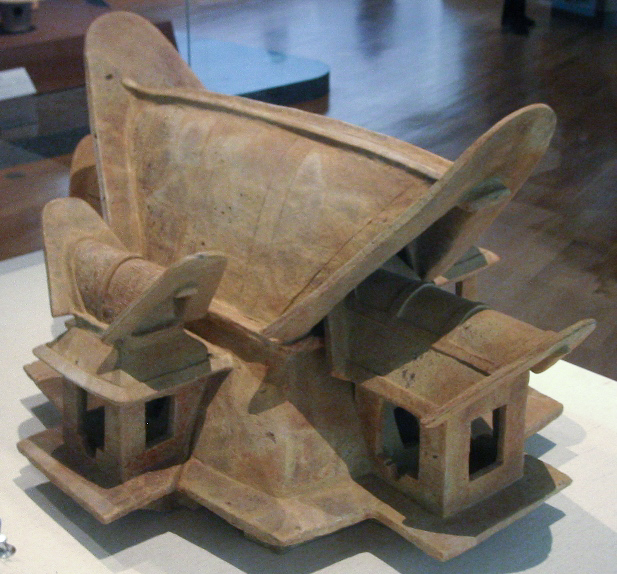
Haniwa in Hausform (Kofun-Zeit)

Die Haniwa (jap. 埴輪, dt. „Tonringe“) sind bis zu 1,50 m große japanische Grabfiguren aus unglasiertem Ton, die meist in der Technik Wasumi (oder Aufbautechnik) hergestellt wurden. Das heißt, dass zu ihrer Herstellung keine Töpferscheibe benutzt, sondern Tonrollen aufeinander gefügt und verstrichen wurden.
Haniwa wurden von Archäologen bei zahlreichen japanischen Hügelgräbern, den so genannten Kofun der danach benannten Kofun-Zeit (3. bis 6. Jahrhundert) gefunden. Sie sind seit der Edo-Zeit Gegenstand wissenschaftlicher und archäologischer Untersuchungen, werden dabei aber so wenig wie möglich bewegt, da sie sehr empfindlich und leicht zerbrechlich sind. 

## Überblick

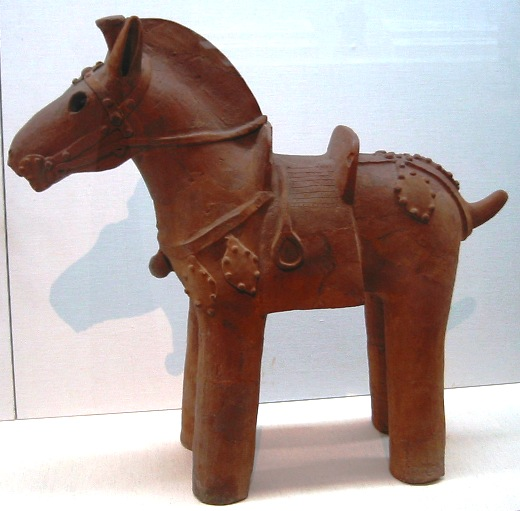
Haniwa aus Ton in Form eines Pferdes 6. Jhd., Tōkyō National Museum

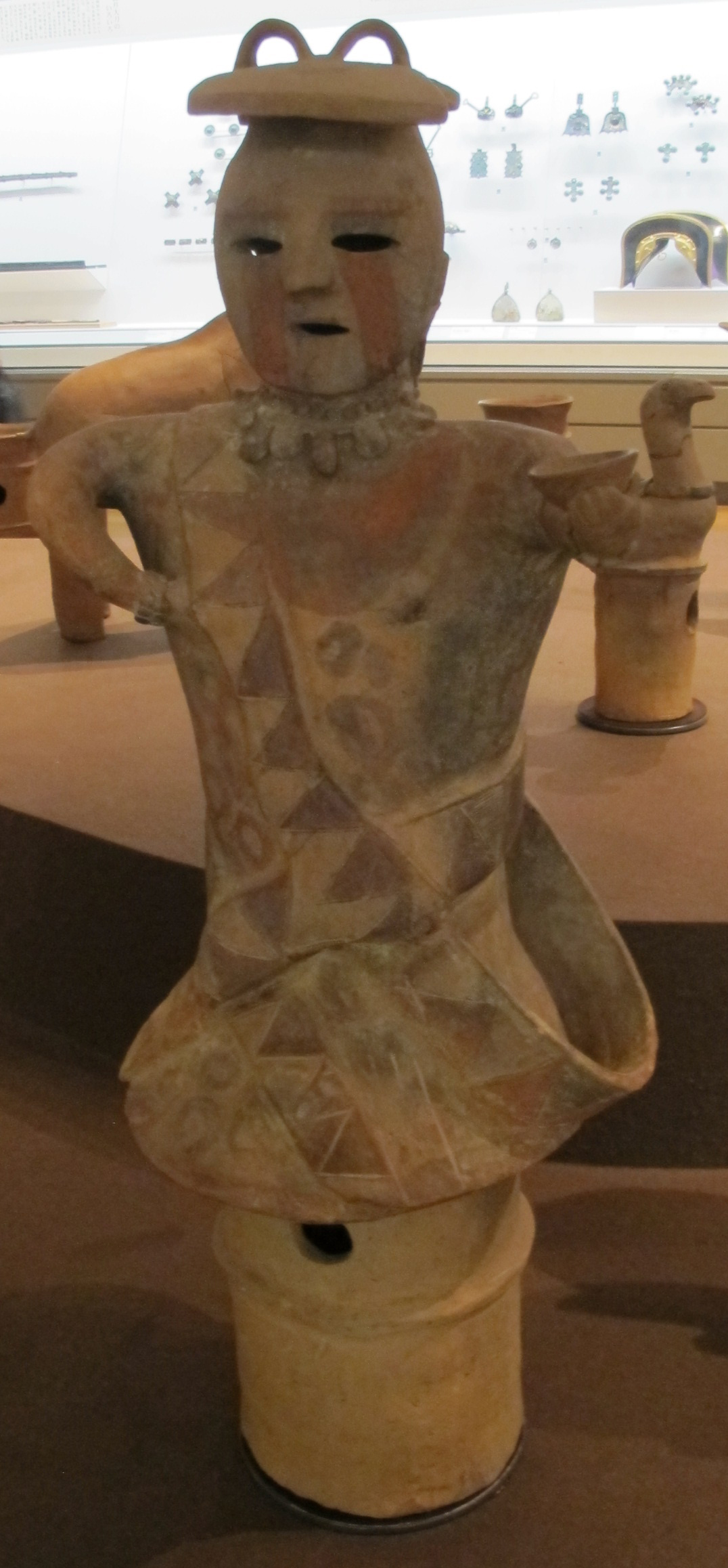
Haniwa in Menschengestalt

In der Kofun-Zeit entwickelte sich eine Hocharistokratie mit Militärführern. Ihre Reiterei trug Rüstungen und Waffen, insbesondere Schwerter aus Eisen, und sie benutzten fortschrittliche militärische Techniken, die denen in Nordostasien ähnelten. Zahlreiche Beispiele davon sind in den Haniwa für die Grabstätten nachgebildet worden. 
Alte schriftliche Quellen über die Haniwa sind selten. Dazu zählt das Nihon Shoki, eine japanische Chronik und Legendensammlung aus dem Anfang des 8. Jahrhunderts. Dort wird behauptet, ein Vorfahr der Sugawara hätte den Vorschlag gemacht, dass die Haniwa frühere, in die Grabkammer eingeschlossene Menschenopfer von Bediensteten ersetzten. Das wurde von der Wissenschaft verworfen.
Der größte Teil der Haniwa wurde im Süden von Honshū, besonders in der Region Kinai bei Nara sowie im Norden von Kyūshū, aber auch im Kantō-Gebiet gefunden. 
Einzigartig für die Haniwa ist ihre Aufstellung: Die überwiegende Zahl wurde nicht in die Grabkammern, sondern außerhalb davon platziert.
Ihr Zweck war im Praktischen die Abgrenzung des sakralen Bereiches der Grabanlage sowie im Spirituellen der Schutz der beigesetzten Person. Man nimmt an, dass sich in den Haniwa gesellschaftliche Veränderungen, die ihren Widerhall in den Bestattungsriten fanden, widerspiegeln. Die Kofun-Zeit ging einher mit der Bildung eines japanischen Staates, des Yamato Staates. Die Legitimation von Macht war in dieser frühen Phase keineswegs gesichert. Sie musste durch Zeremonien von einem zum nächsten Oberhaupt weitergegeben werden. Haniwa waren vermutlich ein wichtiger Bestandteil dieser sich wandelnden Bestattungssitte. 
Die Form der den Gräbern beigegebenen Haniwa entwickelte sich stetig. Die ältesten aus dem 4. bis 5. Jahrhundert hatten zylindrische Form (円筒埴輪, entō haniwa) und erinnerten an große Keramikvasen, mit typischerweise 40–50 cm Durchmesser und etwa 1 m Höhe. Zumeist wurden diese „Schultertöpfe“ (tsubo) mit Gefäßständern zusammen aufgestellt. Sie wurden in kleinen Öfen gleich neben dem Grabmal gebrannt. Später entwickelte sich zudem eine Form gegenständlicher Haniwa (形象埴, keishō haniwa). Hierzu zählen die hausförmigen Haniwa und auch die Geräte-Haniwa. 
Jene, die Personen und Tiere darstellen, befinden sich in der Regel im Eingangsbereich der Grabkammer eines Grabhügels und sollten ein Hindernis für das Profane und Böse sein.
Wurden die Haniwa anfangs hauptsächlich in den Ecken der Grabkammern und vor deren Öffnungen aufgestellt, kamen sie mit der Verlagerung des Produktionsschwerpunktes nach Kantō Ende des 5. Jahrhunderts vor allem auf den Schlüssellochgräbern zu stehen: Sie wurden auf den Absätzen etwa in mittlerer Höhe der Gräber (gewissermaßen eine Höhenlinie bildend) und entlang des Randes der obersten schlüssellochförmigen Abflachung aufgereiht.
In der zweiten Hälfte des fünften Jahrhunderts erschienen Haniwa erstmals in Form von Tieren und Menschen, etwa Hunde, Pferde, Vögel und Hirsche. Unter den menschlichen Statuen fand man bis zu 1,50 Meter hohe Krieger, Musiker, Tänzer und Priesterinnen. Die Vielfalt, besonders der Kleidung zeigt die hierarchische Ordnung dieser Gesellschaft. Während sich die größeren Haniwa-Figuren des aristokratischeren Kinai statischer geben, fallen die Figuren in Kantō lebendiger und expressiver aus. Dies spiegelt die dort vorherrschende Gesellschaftsstruktur aus einem Mix hauptsächlich von Soldaten und einfachem Volk wider.
Im 6. Jahrhundert entwickelten sich Gruppen spezialisierter Töpfer, die bald die Herstellung dominierten.
Ursprünglich waren Haniwa bemalt, wie auch die Wände der Grabkammern und sogar die Gebeine. Sie tragen besonders Spuren von Eisenoxidrot, besonders auf den Gesichtszügen menschlicher Figuren. Sie wurden auch mit weißen Pigmenten aus Lehm und schwarzen aus Manganoxid verziert, die sich jedoch nicht bis heute erhalten haben. Unabhängig von ihrer Herkunft sind alle Haniwa Hohlfiguren mit Öffnungen an Stelle von Augen und Mündern.
Obwohl das Wort Haniwa im engeren Sinn Statuen aus Ton bezeichnet, die auch bei weitem am zahlreichsten sind, hat man den Begriff auf Skulpturen aus anderen Materialien ausgedehnt: Steinskulpturen im Norden von Kyūshū, die aus dem Vulkangestein des Berges Aso geschnitten wurden, stellen Pferde (石馬, sekiba, dt. „Steinpferd“), Menschen (石人, sekijin, dt. „Steinmensch“) oder Schilde dar. Auch entsprechende Objekte aus Holz (木製品, mokuseihin), die wegen ihrer schlechten Haltbarkeit sehr selten gefunden werden, rangieren unter dem Sammelbegriff Haniwa.
Die Ankunft des Buddhismus in Japan führte mit der Einführung neuer Begräbnisformen dazu, dass diese Statuen aus dem Gebrauch gerieten.